# Nguyễn Phúc Vĩnh Thọ
Nguyễn Phúc Vĩnh Thọ (1 tháng 10 năm 1915 – 14 tháng 7 năm 2009) tên thường gọi là Vĩnh Thọ, là quan chức và nhà ngoại giao Việt Nam Cộng hòa, đồng thời là cựu đại sứ Việt Nam Cộng hòa tại Nhật Bản.

## Tiểu sử
Nguyễn Phúc Vĩnh Thọ sinh ngày 1 tháng 10 năm 1915 tại Huế, miền Trung Việt Nam.
Năm 1947, phụ thân của ông là Bửu Trưng bị Việt Minh sát hại.
Ông tốt nghiệp Trường Luật Đại học Đông Dương, sau đó theo học tại Đại học Tiểu bang Michigan và Đại học Mỹ (American University Washington College of Law) đậu lấy bằng tiến sĩ luật.
Ông được bổ nhiệm làm đại sứ Việt Nam Cộng hòa tại Nhật Bản từ năm 1967 cho đến năm 1970 dưới thời Đệ nhị Cộng hòa.
Vĩnh Thọ qua đời tại Virginia, Hoa Kỳ ngày 14 tháng 7 năm 2009.

## Gia đình
Vĩnh Thọ là chắt của Gia Hưng vương Nguyễn Phúc Hồng Hưu, cháu nội của Gia Hưng quận công Nguyễn Phúc Ưng Huy, con trai của Gia Hưng hương công Nguyễn Phúc Bửu Trưng, mẫu thân là Hồ Thị Thế Hòe. Bửu Trưng có mười hai người con, Vĩnh Thọ là con thứ 2. Sau khi anh cả của Vĩnh Thọ bị Việt Minh giết thì ông được xem là anh cả trong số các anh chị em của mình. Em trai của ông tên Vĩnh Lộc là Trung tướng Việt Nam Cộng hòa và từng là Tổng Tham mưu trưởng Quân lực Việt Nam Cộng hòa.
Năm 1967 ông được bổ làm đại sứ Việt Nam Cộng hòa tại Nhật Bản.
Vợ của ông tên là Nguyễn Thị Ngọc Lan, quê Quảng Ngãi, con gái của Nguyễn Huân, họ có 5 con trai và 2 con gái (tính đến năm 1967).